# 山崎武昭
山崎 武昭（やまざき たけあき、1941年6月25日 - 1995年2月1日）は、高知県吾川郡伊野町（現：いの町）出身の元プロ野球選手（投手）・コーチ。

## 経歴

### プロ入り前
高知商では2年次の1958年、夏の甲子園に森光正吉の控え投手として出場。リリーフで2試合に登板するが、準決勝で柳井高に敗退。1959年は主戦投手として甲子園に春夏連続出場し、春の選抜では準々決勝に進出するが、県尼崎高のエース・合田栄蔵と投げ合い0-1で完封を喫する。夏の選手権でも準々決勝に進むが、大井道夫を擁する宇都宮工に9回裏0-1でサヨナラ負け。8月末からは全日本高校選抜の一員としてアメリカ西海岸・ハワイ遠征に参加した。高校同期に中堅手の倉内顕（西鉄）、1年下に控え投手の徳久利明がいた。
高校卒業後は法政大学に進学し、東京六大学野球リーグで3度の優勝に貢献。1962年の全日本大学野球選手権大会でも決勝で駒大を降して優勝している。同年の第1回日米大学選手権に出場し、ミシガン大学と対戦（戦績は2勝3敗）。1963年秋季には慶大との優勝決定戦で渡辺泰輔に4-3で投げ勝った。大学同期に龍隆行がおり、左の二本柱として活躍した。リーグ通算23勝13敗、防御率1.20、ベストナイン1回。他の同期に捕手の広瀬幸司がいる。

### プロ野球選手時代
1964年に東映フライヤーズへ入団。主力投手として期待されたが、入団早々に肩を故障してしまい、1年目を棒に振る。2年目の1965年6月6日の西鉄ライオンズ戦（小倉市営野球場）で初登板を果たしたが、一時は二軍戦で外野手で出場するなど低迷期に陥る。5年目の1968年6月19日の西鉄戦（後楽園球場）で初勝利を挙げ、同年には27試合に登板とブレイク。6試合に先発で起用されるも結果を残せず、その後は主にショートリリーフで起用された。
1973年に自己最多の39試合に登板するが、1975年にロッテオリオンズへ移籍。同年5月18日の近鉄バファローズ戦（藤井寺球場）が最終登板となり、同年限りで現役を引退した。

### 引退後
引退後はロッテで打撃投手（1976年 - 1979年, 1984年 - 1990年）、スコアラー、一軍投手コーチ補佐（1983年）、二軍投手コーチ（1991年 - 1993年）を務めた。
1995年2月1日、千葉県市川市の東関東自動車道で交通事故に遭い死去（53歳没）。

## 詳細情報

### 年度別投手成績
| 年 度     | 球 団              | 登 板 | 先 発 | 完 投 | 完 封 | 無 四 球 | 勝 利 | 敗 戦 | セ 丨 ブ | ホ 丨 ル ド | 勝 率 | 打 者 | 投 球 回 | 被 安 打 | 被 本 塁 打 | 与 四 球 | 敬 遠 | 与 死 球 | 奪 三 振 | 暴 投 | ボ 丨 ク | 失 点 | 自 責 点 | 防 御 率 | W H I P |
| --------- | ------------------ | ----- | ----- | ----- | ----- | -------- | ----- | ----- | -------- | ----------- | ----- | ----- | -------- | -------- | ----------- | -------- | ----- | -------- | -------- | ----- | -------- | ----- | -------- | -------- | ------- |
| 1965      | 東映 日拓 日本ハム | 2     | 0     | 0     | 0     | 0        | 0     | 0     | --       | --          | ----  | 26    | 5.0      | 8        | 0           | 3        | 0     | 0        | 4        | 0     | 0        | 5     | 5        | 9.00     | 2.20    |
| 1968      | 東映 日拓 日本ハム | 27    | 6     | 0     | 0     | 0        | 1     | 3     | --       | --          | .250  | 222   | 51.2     | 49       | 8           | 15       | 3     | 2        | 21       | 0     | 0        | 30    | 25       | 4.09     | 1.17    |
| 1969      | 東映 日拓 日本ハム | 7     | 1     | 0     | 0     | 0        | 0     | 1     | --       | --          | .000  | 34    | 7.1      | 9        | 3           | 1        | 0     | 0        | 1        | 0     | 0        | 9     | 8        | 10.29    | 1.36    |
| 1970      | 東映 日拓 日本ハム | 30    | 3     | 0     | 0     | 0        | 1     | 1     | --       | --          | .500  | 254   | 58.0     | 70       | 10          | 21       | 0     | 1        | 35       | 0     | 0        | 37    | 33       | 5.12     | 1.57    |
| 1971      | 東映 日拓 日本ハム | 6     | 0     | 0     | 0     | 0        | 0     | 0     | --       | --          | ----  | 59    | 11.0     | 20       | 4           | 6        | 0     | 1        | 4        | 0     | 0        | 14    | 11       | 9.00     | 2.36    |
| 1972      | 東映 日拓 日本ハム | 20    | 0     | 0     | 0     | 0        | 1     | 0     | --       | --          | 1.000 | 92    | 21.1     | 16       | 2           | 10       | 1     | 1        | 18       | 0     | 0        | 8     | 3        | 1.29     | 1.22    |
| 1973      | 東映 日拓 日本ハム | 39    | 1     | 0     | 0     | 0        | 0     | 1     | --       | --          | .000  | 210   | 49.1     | 48       | 3           | 21       | 1     | 2        | 30       | 2     | 0        | 17    | 16       | 2.94     | 1.40    |
| 1974      | 東映 日拓 日本ハム | 11    | 0     | 0     | 0     | 0        | 1     | 0     | 0        | --          | 1.000 | 46    | 9.1      | 11       | 3           | 7        | 0     | 1        | 4        | 0     | 0        | 10    | 10       | 10.00    | 1.93    |
| 1975      | ロッテ             | 5     | 0     | 0     | 0     | 0        | 0     | 0     | 0        | --          | ----  | 16    | 3.2      | 7        | 0           | 0        | 0     | 0        | 2        | 0     | 0        | 2     | 2        | 4.50     | 1.91    |
| 通算：9年 | 通算：9年          | 147   | 11    | 0     | 0     | 0        | 4     | 6     | 0        | --          | .400  | 959   | 216.2    | 238      | 33          | 84       | 5     | 8        | 119      | 2     | 0        | 132   | 113      | 4.69     | 1.49    |

- 東映（東映フライヤーズ）は、1973年に日拓（日拓ホームフライヤーズ）に、1974年に日本ハム（日本ハムファイターズ）に球団名を変更

### 記録
- 初勝利：1968年6月19日、対西鉄ライオンズ11回戦（後楽園球場）

### 背番号
- 18 （1964年 - 1966年）
- 17 （1967年 - 1974年）
- 50 （1975年 - 1979年）
- 71 （1983年 - 1986年）
- 92 （1987年 - 1991年）
- 72 （1992年 - 1993年）